# Włochy na Letniej Uniwersjadzie 2009
Włochy na Letniej Uniwersjadzie w Belgradzie reprezentowało 203sportowców. Włosi zdobyli 31 medali (6 złotych, 14 srebrnych i 11 brązowych).
Sporty drużynowe w których Włochy brały udział:
| Dyscyplina  | Mężczyźni | Kobiety |
| Koszykówka  | ✔         |         |
| Piłka nożna | ✔         |         |
| Piłka wodna | ✔         | ✔       |
| Siatkówka   |           | ✔       |

## Medale

### Złoto
- Audrey Alloh, Doris Tomasini, Giulia Arcioni, Maria Aurora Salvagno - lekkoatletyka, sztafeta 4x100 m
- Claudia Pigliapoco - szermierka, floret indywidualnie
- Drużyna florecistek - szermierka
- Andrea Rolla - pływanie, 50 m stylem dowolnym
- Chiara Bogiatto - pływanie, 100 m stylem klasycznym
- Drużyna siatkarek

### Srebro
- Chiara Rosa - lekkoatletyka, pchnięcie kulą
- Giorgio Piantella - lekkoatletyka, skok o tyczce
- Tobia Biondo - szermierka, floret indywidualnie
- Drużyna szablistów - szermierka
- Drużyna szpadzistów - szermierka
- Paolo Pizzo - szermierka, szpada indywidualnie
- Federico Colbertaldo - pływanie, 800 m stylem dowolnym
- Fabio Scozzoli - pływanie, 100 m stylem klasycznym
- Cristina Maccagnola - pływanie, 50 m stylem motylkowym
- Vittorio Dinia, Michelle Santucci, Andrea Rolla, Nicola Cassio - pływanie, sztafeta 4x100 m stylem dowolnym mężczyzn
- Chiara Boggiatto, Elena Gemo, Erica Buratto, Cristina Maccagnola - pływanie, sztafeta 4x100 m stylem zmiennym kobiet
- Enrico Catalano, Vittorio Dinia, Rudy Goldin, Fabio Scozzoli - pływanie, sztafeta 4x100 m stylem zmiennym mężczyzn
- Federico Pettenazzo - łucznictwo, łuk bloczkowy indywidualnie
- Drużyna piłkarzy nożnych

### Brąz
- Emanuele Abate - lekkoatletyka, bieg na 110 m przez płotki
- Francesco Bona - lekkoatletyka, półmaraton
- Luigi Samele - szermierka, szabla indywidualnie
- Drużyna szpadzistek - szermierka
- Roberta Ioppi - pływanie, 800 m stylem dowolnym
- Federico Colbertaldo - pływanie, 400 m stylem dowolnym
- Federico Colbertaldo - pływanie, 1500 m stylem dowolnym
- Roberta Ioppi, Ambra Migliori, Erica Buratto, Silvia Florio - pływanie, sztafeta 4x200 m stylem dowolnym kobiet
- Massimiliano Mandia, Amedeo Tonelli, Matteo Fissore - łucznictwo, łuk olimpijski drużynowo
- Pamela Valente - taekwondo, kategoria poniżej 59 kilogramów
- Stefania Pinga - taekwondo, kategoria indywidualna - pomse